# Kyjov (Slovacchia)
Kyjov (in ungherese Kijó) è un comune della Slovacchia facente parte del distretto di Stará Ľubovňa, nella regione di Prešov.
Ha dato i natali al pittore Dezider Milly (1906-1971).